# Arquidiocese de Maputo
A Arquidiocese de Maputo (Archidiœcesis Maputensis) é uma arquidiocese da Igreja Católica situada em Maputo, em Moçambique. É descendente da Administração Apostólica de Moçambique, erigida em 1612. Seu atual arcebispo é Dom João Carlos Hatoa Nunes e sua Sé é a Catedral Metropolitana de Nossa Senhora de Conceição.
Possui 46 paróquias assistidas por 106 padres, que trabalham com uma população de 3.685.435 de habitantes, sendo 40,2% destes batizados (1.482.700 católicos).

## História
A administração apostólica de Moçambique foi erigida em 21 de janeiro de 1612 com o breve In supereminenti do Papa Paulo V, recebendo o território da Arquidiocese de Goa (atual Arquidiocese de Goa e Damão).
Em 1783, a administração apostólica foi elevada a prelazia territorial, vinculada ao Patriarcado de Lisboa.
Em 8 de junho de 1818, cedeu uma parte de seu território para o benefício da ereção do vicariato apostólico do Cabo da Boa Esperança e dos territórios adjacentes (hoje diocese de Port Elizabeth). Na realidade, a ereção do vicariato apostólico permaneceu no papel sem ser implementada, até 11 de março e 4 de abril de 1819, quando o Vicariato Apostólico das Maurícias foi erigido nos mesmos territórios (atualmente a Diocese de Port-Louis).
Em 4 de setembro de 1940 por força da bula Sollemnibus Conventionibus do Papa Pio XII cedeu várias partes do seu território em vantagem da ereção das dioceses de Beira e Nampula (hoje ambas arquidioceses) e ao mesmo tempo, foi elevada à dignidade de arquidiocese metropolitana, assumindo o nome de Arquidiocese de Lourenço Marques.
Em 3 de agosto de 1962 e 19 de junho de 1970, ele cedeu outras partes de seu território em benefício da ereção, respectivamente, das dioceses de Inhambane e João Belo (hoje diocese de Xai-Xai).
Seguindo as mudanças de nomes ocorridas nas localidades moçambicanas, após a independência de Portugal, em 18 de setembro de 1976 a Arquidiocese teve seu nome alterado para o atual.
Recebeu as visitas apostólicas do Papa João Paulo II, em 1988 e do Papa Francisco, em 2019.

### Prelados
|                     | Nome                                                        | Período    | Notas                                   |
| Arcebispos          | Arcebispos                                                  | Arcebispos | Arcebispos                              |
| ------------------- | ----------------------------------------------------------- | ---------- | --------------------------------------- |
| 5º                  | João Carlos Hatoa Nunes                                     | 2023-      | Atual                                   |
| 4º                  | Francisco Chimoio, O.F.M.Cap.                               | 2003-2023  |                                         |
| 3º                  | Alexandre José Maria Cardeal dos Santos, O.F.M.             | 1974-2003  |                                         |
| 2º                  | Custódio Alvim Pereira                                      | 1962-1974  |                                         |
| 1º                  | Teodósio Clemente Cardeal de Gouveia                        | 1940-1962  |                                         |
| Arcebispo coadjutor |                                                             |            |                                         |
|                     | João Carlos Hatoa Nunes                                     | 2022-2023  | sucedeu                                 |
| Bispos              |                                                             |            |                                         |
| 14º                 | Teodósio Clemente de Gouveia                                | 1936-1940  | Elevado à Arcebispo                     |
| 13º                 | Joaquim Rafael Maria da Assunção Pitinho, O.F.M.            | 1920-1935  | Nomeado Bispo de Santiago de Cabo Verde |
| 12º                 | Francisco Ferreira da Silva                                 | 1904-1920  |                                         |
| 11º                 | António Moutinho                                            | 1901-1904  | Nomeado Bispo de Santiago de Cabo Verde |
| 10º                 | António José Gomes Cardoso                                  | 1900-1901  | Nomeado Bispo de Angola e Congo         |
| 9º                  | Sebastião José Pereira                                      | 1897-1900  | Nomeado Bispo de Damão                  |
| 8º                  | António José de Sousa Barroso                               | 1891-1897  | Nomeado Bispo de São Tomé de Meliapor   |
| 7º                  | António Dias Ferreira                                       | 1887-1891  | Nomeado Bispo de Angola e Congo         |
| 6º                  | Henrique José Reed da Silva                                 | 1884-1887  | Nomeado Bispo de São Tomé de Meliapor   |
| 5º                  | António Tomás da Silva Leitão e Castro                      | 1883-1884  | Nomeado Bispo de Angola e Congo         |
| 4º                  | Bartolomeu dos Mártires de Maia, O.C.D.                     | 1819-1828  |                                         |
| 3º                  | Joaquim de Nossa Senhora de Nazaré Oliveira e Abreu, O.F.M. | 1811-1819  | Nomeado Bispo do Maranhão               |
| 2º                  | Vasco José de Nossa Senhora da Boa Morte Lobo, C.R.S.A.     | 1805-1811  |                                         |
| 1º                  | Amaro José de São Tomás, O.P.                               | 1783-1801  |                                         |
| Bispos-auxiliares   |                                                             |            |                                         |
|                     | Osório Citora Afonso, I.M.C.                                | 2023-2025  | Nomeado Bispo de Quelimane              |
|                     | Tonito Francisco Xavier Muananoua                           | 2023-      | atual                                   |
|                     | António Juliasse Ferreira Sandramo                          | 2018-2022  | Nomeado Bispo de Pemba                  |
|                     | João Carlos Hatoa Nunes                                     | 2011-2017  | Nomeado Bispo de Chimoio                |
|                     | Adriano Langa, O.F.M.                                       | 1997-2005  | Nomeado Bispo coadjutor de Inhambane    |
|                     | Custódio Alvim Pereira                                      | 1958-1962  | Elevado à Arcebispo                     |